# Gibraltarský znak
Znak Gibraltaru, zámořského území Spojeného království, se užívá již od 10. července 1502, kdy byl městu udělen Isabelou Kastilskou. Znak je tvořen zlatě lemováným, bílo-červeným štítem, horní dvě třetiny bílé s červeným hradem, z hradu visí na zlatém řetězu do spodní červené třetiny zlatý klíč, obrácený (heraldicky) vpravo, 
Také existuje znak Gibraltarské vlády, který je spojením státního znaku Spojeného království a znaku Gibraltaru.

## Popis
Oficiální popis uvedený v listině zmocňující Gibraltar používat znak: „...štít, na kterém dvě třetiny horní části tvoří bílé pole; v tomto poli je umístěn červený hrad; pod hradem, v další třetině štítu, která musí obsahovat červené pole a kde musí být bílá čára mezi hradem a červeným polem; na něm zlatý klíč, který na něm má být s řetězem z hradu...“
Gibraltarský znak je složen ze žlutě lemovaného gotického štítu a motta. Štít je dělený, v horních bílých dvou třetinách se vprostřed nachází červený hrad se třemi věžemi. Z hradu, odděleného od dolní červené třetiny bílou čarou, visí na řetízku právě do této třetiny zlatý klíč. Motto obsahuje latinský text Montis Insignia Calpe (česky: (Znak) hory zvané Calpe - Calpe je latinsky Gibraltar).
Hrad ve znaku Gibraltaru má své kořeny ve znaku Kastilského království, největšího a nejvýznamnějšího středověkého španělského království, jehož královnou byla právě Isabela Kastilská. Preambule listiny zmocňující Gibraltar užívat znak říká: „...a my, pokládajíce to za správné, a uvědomujíce si, že Město je velmi silné a svým postavením je klíčem mezi nášimi královstvími ve východním a západním moři a strážcem a ochráncem úžiny zmíněných moří, skrze kterého žádné lodě lidí z jednoho z moří nemohou proplout do druhého bez toho, že by byly spatřeny nebo se zde zastavily.“
Představa Gibraltaru jako klíče ke Španělsku či do středomoří pochází ještě z doby před španělským dobytím Gibraltaru. Následovníci Tárika ibn Zijáda, který roku 711 vpadl do Španělska právě přes Gibraltar, údajně převzali symbol klíče, když se usadili v Granadě. Znak byl doprovázen popisem „Pečeť vznešeného města Gibraltaru, klíče ke Španělsku“.

## Užívání
Dnešní oficiální znak Gibraltaru obsahuje kromě štítu i latinské motto, které bylo přiděleno ústavem College of Arms (někdy také College of Heralds) roku 1836 na památku velkého obléhání Gibraltaru. Jde o nejstarší dosud užívaný znak britského zámořského území, který je unikátní i tím, že je jedinou erbovní insignií, datující se do doby před britskou kolonizací. Stejný symbol jako na znaku je od roku 1982 oficiálně používán i na vlajce Gibraltaru a nachází se i na ostatních gibraltarských vlajkách. V kombinaci se znakem Spojeného království je použit také ve znaku gibraltarské vlády.

## Variace

Znak města San Roque

Velmi podobný znak jako ten gibraltarský používá sousedící španělské město San Roque, jehož znak je stejně vybarvený gotický štít s hradem a klíčem, jen je doplněný o královskou korunu.
Když byl Gibraltar roku 1704 dobyt anglicko-nizozemskými silami ve prospěch nápadníka španělského trůnu, Karla VI., městská rada a většina populace se usadili vedle již existující Kaple sv. Rocha západně od Gibraltaru, v oblasti, která zůstala pod kontrolou Španělska. Královskou listinu z roku 1502, zmocňující k užívání znaku, společně s gibraltarskou standartou a záznamy odnesla městská rada do San Roque, kde jsou v obecním archivu dodnes. Na místě, kam odešla většina obyvatelů Gibraltaru, vzniklo roku 1706 město, jež se stalo španělským Gibraltarem. Proto si také nechalo původní znak udělený Gibraltaru.